# Aubenas

Aubenas este o comună din partea sudică a departamentului Ardèche, în Valea Rhônului în Franța.

## Personalități
- Jean Mathon, fostul maior
- Albert Seibel
- Franck Sauzée, fotbalist
- Léonce Verny, inginer
- Cédric Barbosa, fotbalist
- Jean-Marc Gounon, pilot de curse
- Rémy Martin, rugbist
- Jean Charay, istoric
- Dominique Guillo, comic și director
- Laurent Paganelli, fotbalist
- Jacques Espérandieu, jurnalist
- Anthony Mounier, fotbalist
- Renaud Cohade, fotbalist
- Nimdus și bonio
- Delphine Combe, atlet
- Amandine Leynaud, handbalist

## Orașe gemene
- Cesenatico,  Italia
- Delfzijl,  Țările de Jos
- Schwarzenbek,  Germania
- Sierre,  Elveția
- Zelzate,  Belgia
- Palamos,  Spania (acord de prietenie)

## Galerie foto

### Castelulde la Aubenas

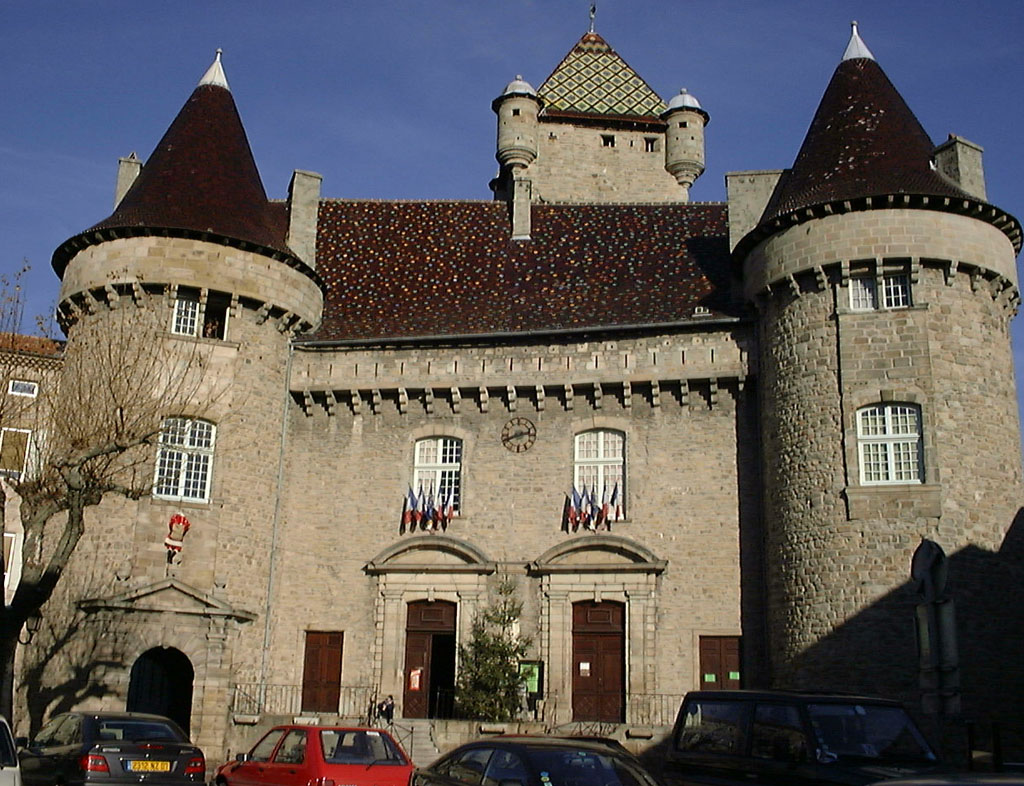
Castelul de la Aubenas
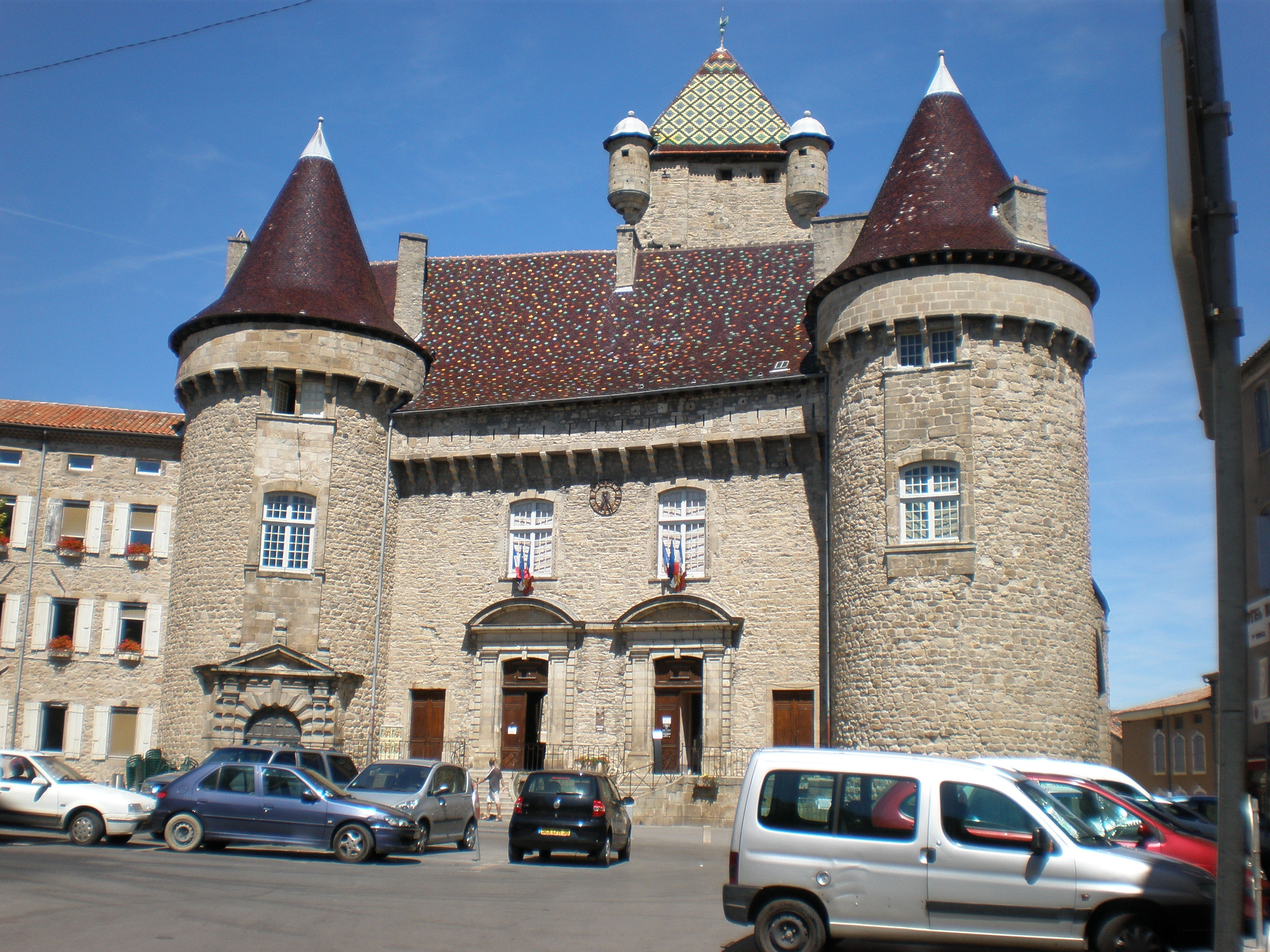
Castelul de la Aubenas

### Garade la Aubenas

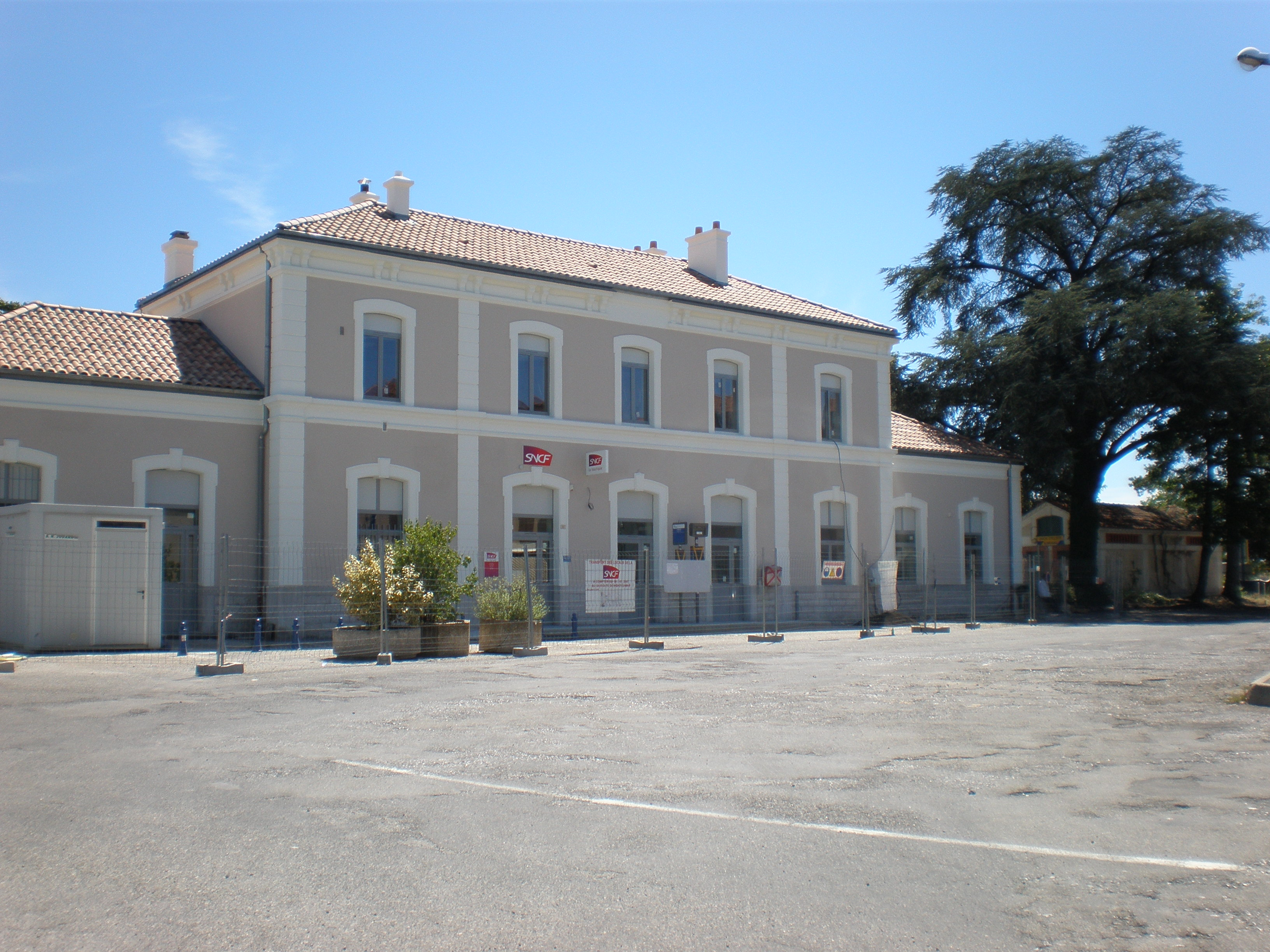
Gara de la Aubenas

### BisericaSaint-Laurentde la Aubenas
Exterior

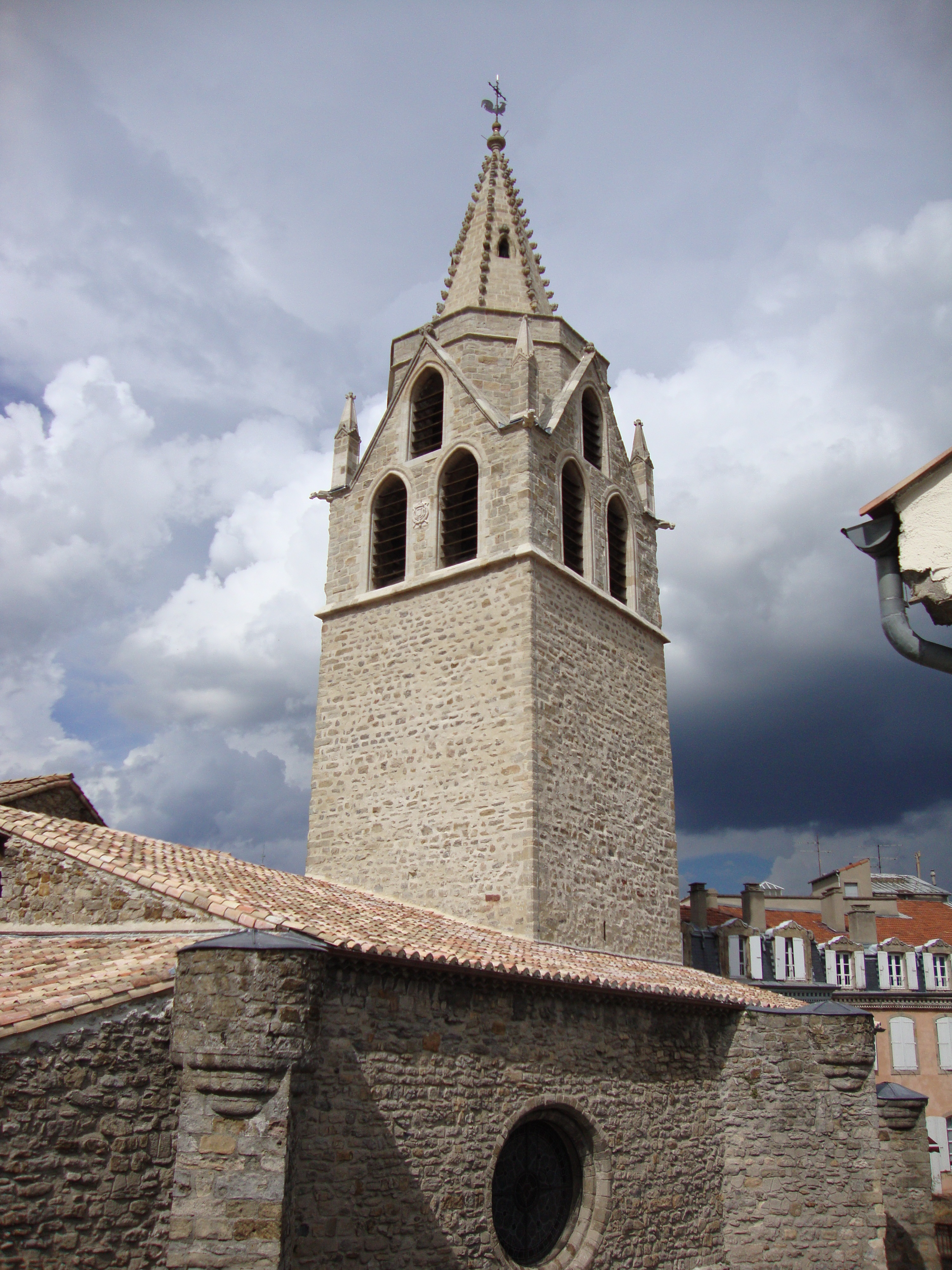
Biserica Saint-Laurent de la Aubenas în exterior
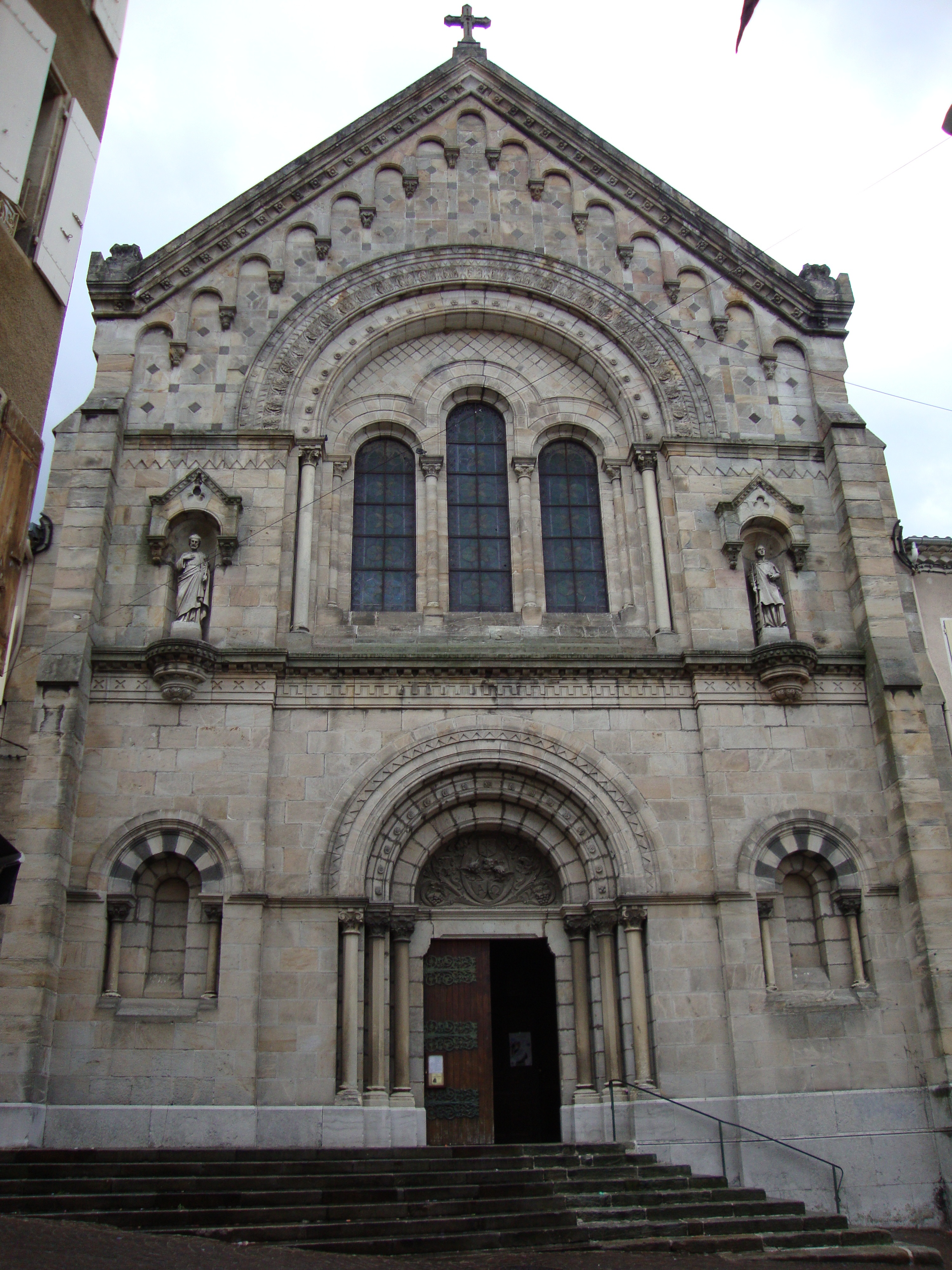
Biserica Saint-Laurent de la Aubenas în exterior

Interior

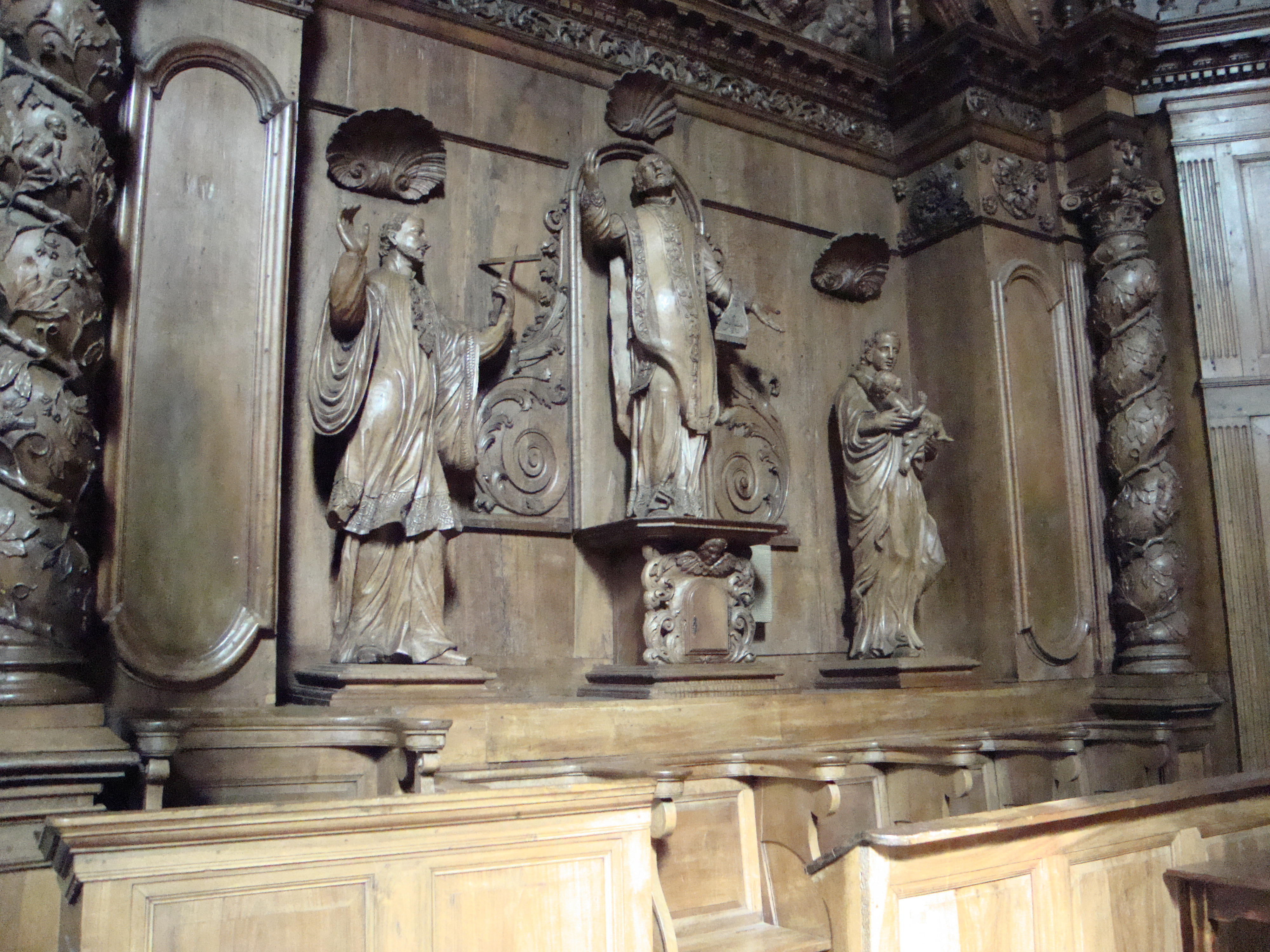
Biserica Saint-Laurent de la Aubenas în interior
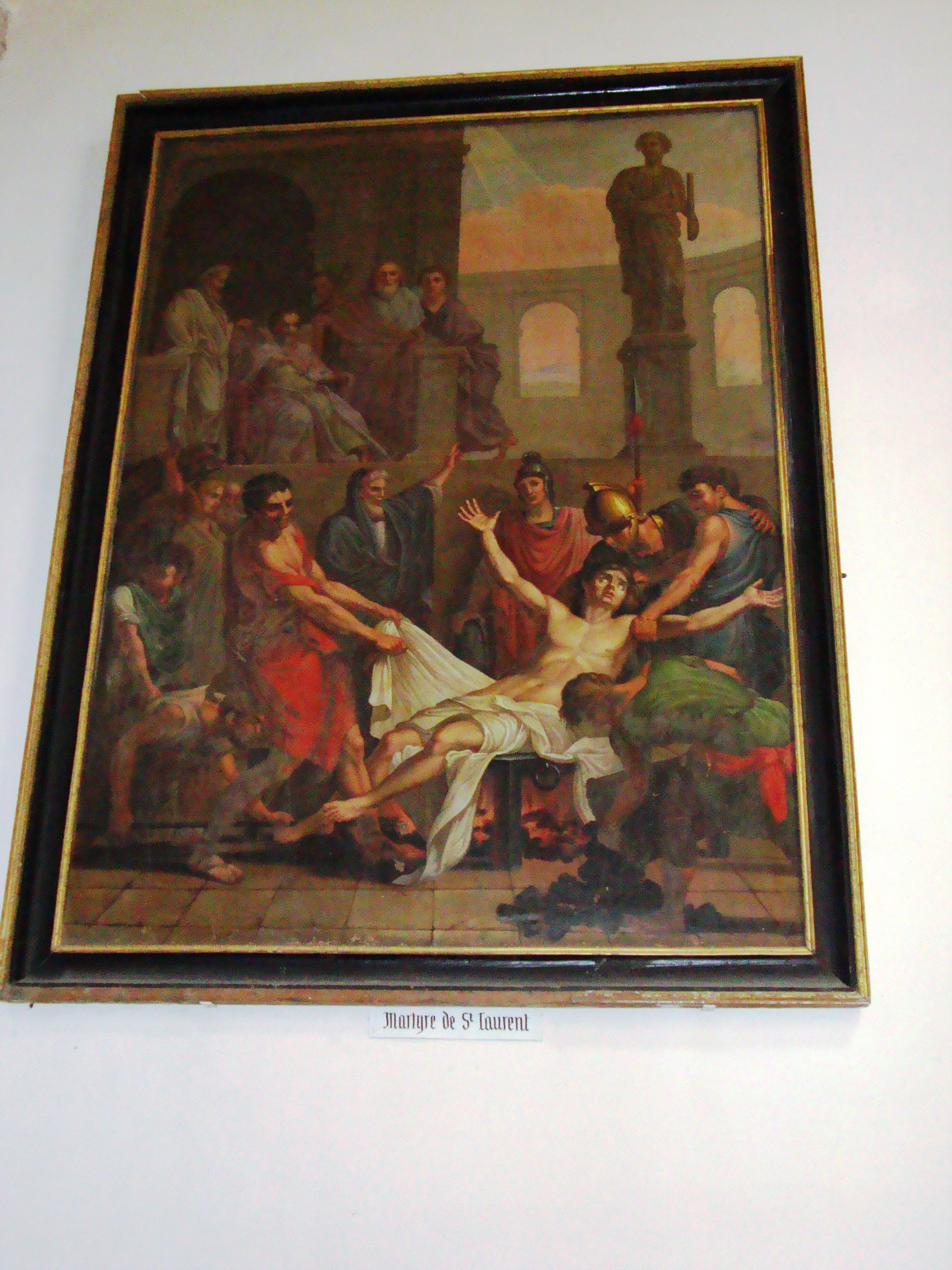
Biserica Saint-Laurent de la Aubenas în interior

1. ↑  répertoire géographique des communes, accesat în 26 octombrie 2015
2. ↑  dataset of postal codes in France, 1 octombrie 2018